# 24-Stunden-Rennen von Le Mans 2022

Toyota GR010 Hybrid, Siegerwagen von Sébastien Buemi; Brendon Hartley und Ryō Hirakawa während des Rennens …

… und in der Auslaufrunde

Der zweitplatzierte Toyota von Mike Conway, Kamui Kobayashi und José María López

Der drittplatzierte Glickenhaus SCG 007 LMH, gefahren von Ryan Briscoe, Richard Westbrook und Franck Mailleux

LMP2-Klassensieger: Jota-Oreca 07 von Roberto González, António Félix da Costa und Will Stevens

Porsche 911 RSR-19 mit der Startnummer 91, Sieg in der LMGTE-Pro-Klasse

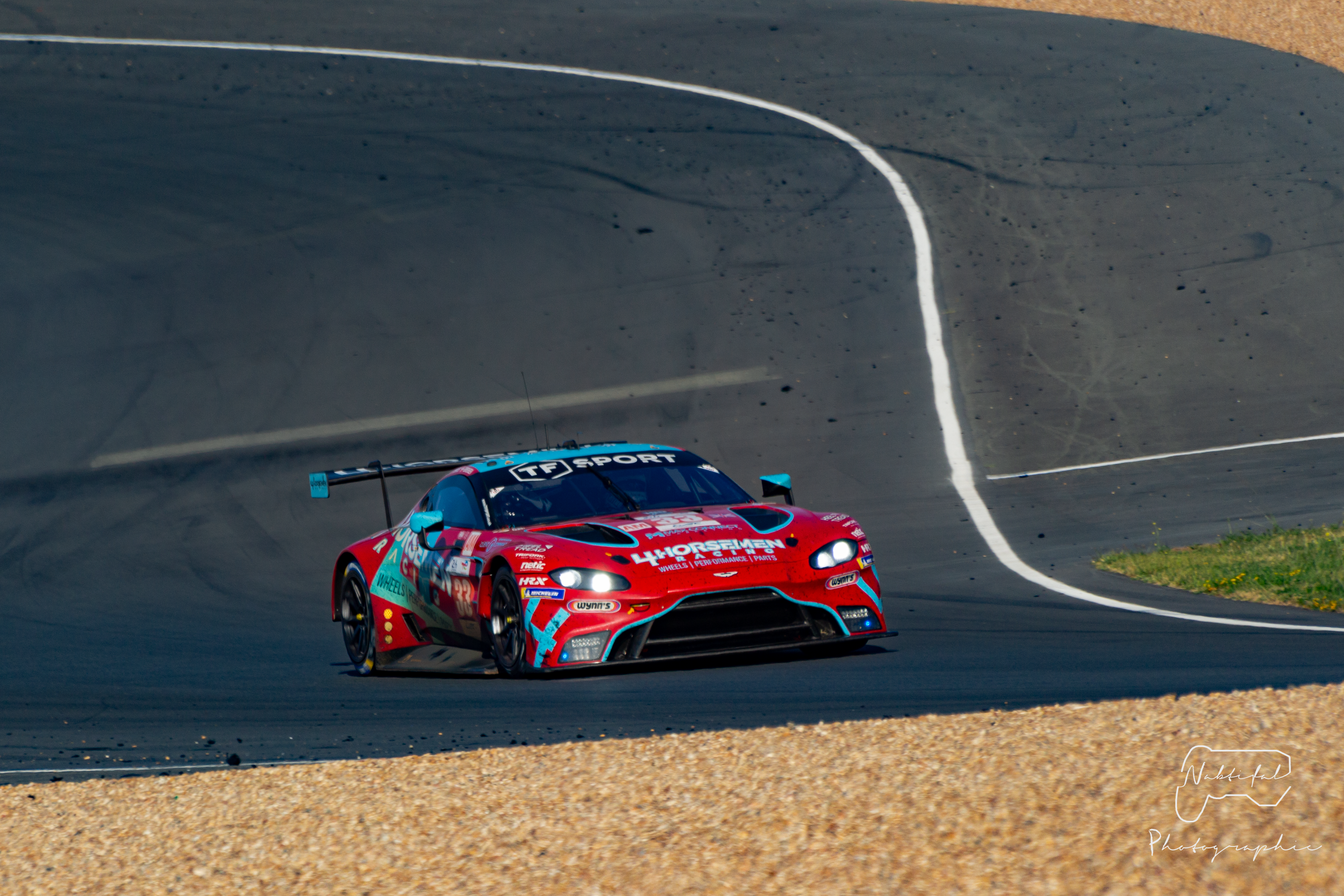
Ben Keating. Henrique Chaves und Marco Sørensen gewannen im Aston Martin Vantage AMR die LMGTE-Am-Klasse

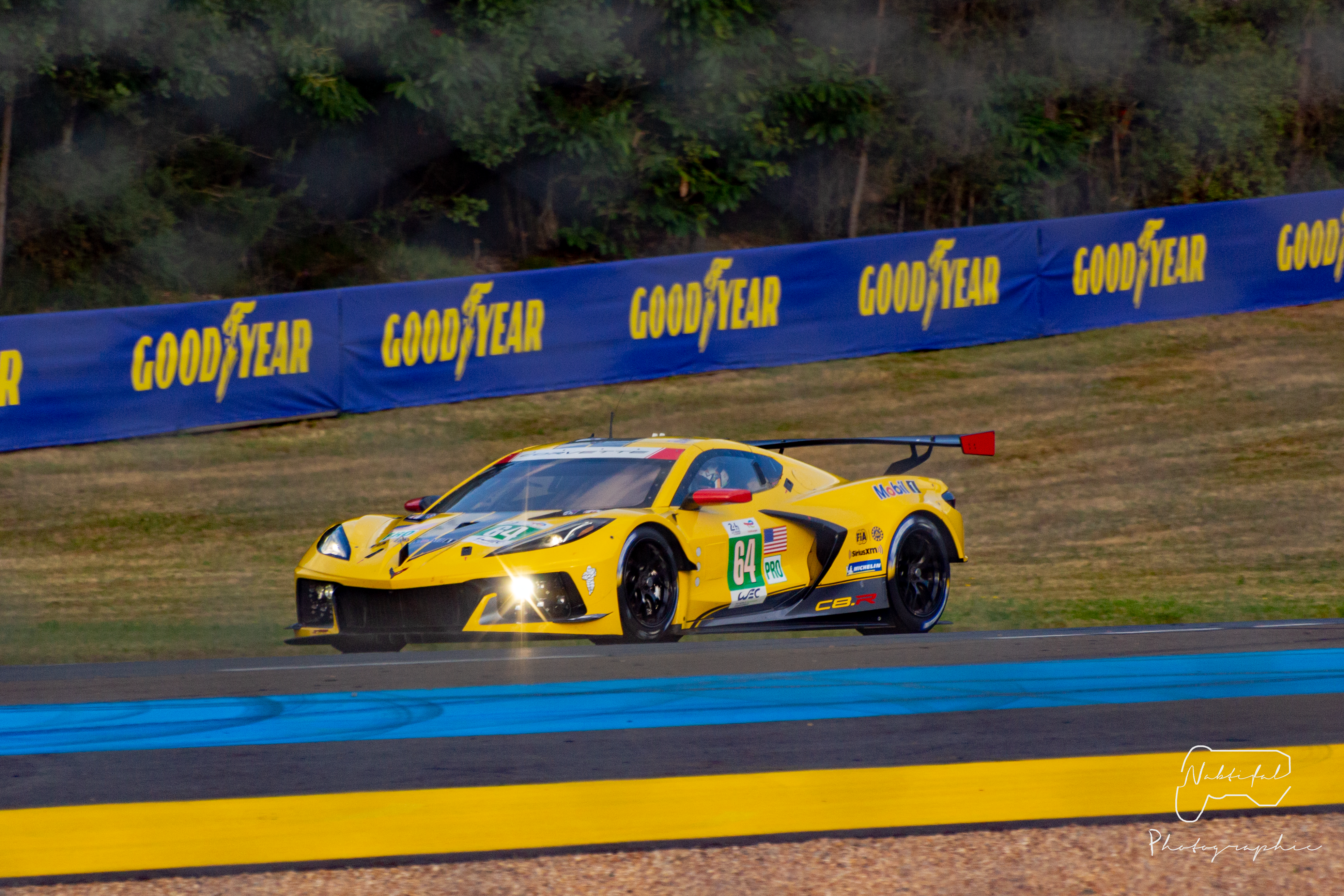
Der in der LMGE-Pro-Klasse lange Führende Chevrolet Corvette C8.R mit der Startnummer 64

Das 90. 24-Stunden-Rennen von Le Mans, der 90e Grand Prix d’Endurance les 24 Heures du Mans, auch 24 Heures du Mans, fand am 11. und 12. Juni 2022 auf dem Circuit des 24 Heures statt.

## Das Rennen

### Hypercar
Zum fünften Mal in Folge gewann die Rennmannschaft von Toyota das 24-Stunden-Rennen von Le Mans. Es war der zweite Erfolg mit dem Toyota-GR010-Hybrid-Hypercar. In einem Rennen, das bei nur einer Safety-Car-Phase auf ausschließlich trockener Rennbahn gefahren wurde, legte das Siegertrio Sébastien Buemi, Brendon Hartley und Ryō Hirakawa 5177,88 Kilometer zurück. Dabei verfehlten sie den 2010 von Mike Rockenfeller, Timo Bernhard und Romain Dumas im Audi R15 TDI Plus aufgestellten Distanzrekord von 5410,713 Kilometern deutlich. Für Sébastien Buemi war es der vierte Le-Mans-Gesamtsieg, womit er so viele Erfolge vorzuweisen hatte wie Olivier Gendebien, Henri Pescarolo und Yannick Dalmas. Brendon Hartley siegte zum dritten und Ryō Hirakawa zum ersten Mal. Der 28-jährige Japaner kam zu Saisonbeginn für den zurückgetretenen Kazuki Nakajima zu Toyota. Hirakawa, der vom zweifachen Le-Mans-Sieger Alexander Wurz betreut wurde, hatte nach eigenen Angaben zu Beginn Probleme im Hypercar. „Ich war wirklich schlecht, als ich das Auto zum ersten Mal fuhr. Es ist ein schweres Auto und alles war neu für mich. Ich hatte wirklich zu kämpfen“. Den Erfolgsdruck verspürte er vor allem in der Woche vor dem Rennen. „So einen Druck habe ich noch nie gespürt“, gab er zu. Und das hatte seine Folgen: Schon die ganze Woche über konnte Hirakawa nur schlecht schlafen, wenn überhaupt. „Vielleicht ist es ein bisschen das Adrenalin, aber es ist auch Druck“. Am Ende freute er sich über den ersten Le-Mans-Sieg.
Die Entscheidung zwischen den beiden Werks-Toyota fiel durch ein technisches Problem beim Wagen von Mike Conway, Kamui Kobayashi und José María López. Am Sonntagmorgen musste Lopez zum einzigen außerplanmäßigen Stopp der beiden Toyotas die Boxen ansteuern, um dort einen sogenannten Powercycle (ein Reset der gesamten Elektronik) durchführen zu lassen. Die dabei verlorenen zwei Minuten konnte das Team trotz großem Einsatz nicht mehr aufholen. Die Toyota-Teamleitung ließ die beiden Wagen bis zum Schluss ohne Teamorder bis ins Ziel (Lopez fuhr 30 Minuten vor Schluss die schnellste Rennrunde) fahren und verzichtete auf das übliche Zielfoto beider Wagen.
Die zwei Glickenhaus SCG 007 LMH kamen nicht ohne Probleme über die Distanz. Beim Fahrzeug mit der Nummer 709 tauschten die Mechaniker von Joest Racing (Einsatzteam von Glickenhaus) einen Motor-Sensor und verloren dabei eine komplette Runde. Die im Training auf eine Runde schnellen Glickenhaus konnten das Renntempo der Toyota nicht mitfahren, wodurch die 709 bis zum Ende weitere vier Runden verlor. Der Wagen mit der 708 war der schnellere der beiden Glickenhaus. Romain Dumas fuhr im Rennen 3:27,765 Minuten und war dabei nur unwesentlich langsamer als José María López bei der schnellsten Rennrunde (3:27,749 Minuten). Ein Fahrfehler von Olivier Pla verhinderte eine Podiumsplatzierung. „Ich habe einen Fehler gemacht. Ich bin mit kalten Reifen und vollem Tank aus der Box gefahren und habe schlicht und einfach das Auto verloren“. Die durch den Unfall notwendig gewordene Reparatur an der Aufhängung kostete das Team sechs Runden. Trotz der Probleme konnte sich James Glickenhaus über das erste Le-Mans-Podium seines Teams freuen. Ryan Briscoe, Richard Westbrook und Franck Mailleux erreichten mit der 709 den dritten Gesamtrang.
Ein schwieriges Rennen hatten André Negrão, Nicolas Lapierre und Matthieu Vaxivière im Alpine A480 zu meistern. Philippe Sinault, der Eigentümer des Alpine-Einsatzteams Signature-Plus, beklagte während der freien Trainings neben dem Reichweitennachteil, die mangelnde Höchstgeschwindigkeit des umgerüsteten LMP1-Rennwagens auf den langen Geraden. Daraufhin bekam der Rennwagen vor der Hyperpole über die Balance of Performance mehr Leistung zugestanden. 427 statt der vorherigen 420 Kilowatt Motorleistung und 785 statt 774 Megajoule pro Stint (maximale Rundenanzahl zwischen den notwendigen Tankstopps; beim Alpine A480 war es 12).
Bei der Hyperpole (Qualifikationstraining, bei dem die sechs schnellsten Fahrzeuge der jeweiligen Klasse ihren Trainingsschnellsten ermitteln) unterlief der Alpine-Mannschaft ein taktischer Fehler. Mit leichtem Auto und neuen weichen Reifen fuhr Nicolas Lapierre beinahe auf die Pole-Position. Dass ein fünf Jahre altes ehemaliges LMP1-Auto so schnell fahren konnte wie ein neues teures Hypercar, war nicht im Sinne der BoP. Die Verantwortlichen des ACO reduzierten daher die Motorleistung des V8-Gibson-Motors deutlich. Auch ohne die Leistungsreduktion wäre der Alpine im Rennen bald zurückgefallen. Am Samstagnachmittag musste erst die elektronische Kupplung und danach die Zündspule getauscht werden. Als Matthieu Vaxiviere am Sonntag in den Porsche-Kurven einen Unfall hatte, lag der Wagen bereits aussichtslos zurück. Nach der Reparatur kam das Team mit 18 Runden Rückstand auf die Gesamtsieger an 23. Stelle ins Ziel.

### LMP2
Beim Rennen der LMP2-Rennwagen fiel bereits 100 Meter nach dem Fliegenden Start eine Vorentscheidung. Auslöser einer folgenreichen Kollision war der WRT-Pilot René Rast. Rast, der zum ersten Mal seit 2016 wieder in Le Mans war, touchierte bei einem unbedachten Manöver den neben ihm fahrenden Will Owen im United Autosports-Oreca 07. Owen drehte sich in das Kiesbett auf der linken Seite der Boxenausfahrt und blieb dort stecken. Bevor er ins Kiesbett rutschte, prallte Owen in den links neben ihm fahrenden zweiten WRT-Oreca von Ferdinand Habsburg. In der ausgeglichenen und engen LMP2-Klasse waren dadurch drei Favoritenfahrzeuge bereits zu Beginn mehr oder weniger aus dem Rennen. Owen musste fünf Minuten warten, ehe ein Kran den Oreca aus dem Kiesbett zog. Den Rückstand konnte das Team mit der Nummer 22 nicht mehr aufholen und kam mit drei Runden Rückstand auf den Klassensieger an der 14. Stelle der Gesamtwertung ins Ziel. Ähnliches widerfuhr der Mannschaft um Ferdinand Habsburg, nachdem dieser mit einem Reifenschaden eine komplette Runde in langsamer Fahrt an die Boxen fuhr. René Rast erhielt von der Rennleitung eine einminütige Stop-and-Go-Strafe.
Nutznießer der Dreierkollision waren Roberto González, António Félix da Costa und Will Stevens im Jota-Orea 07, die beinahe die gesamte Rennzeit in Führung lagen und die Klasse gewannen. Robin Frijns, der Teamkollege von Sean Gelael und René Rast, beendete die Ambitionen des Teams am Sonntagvormittag mit einem schweren Unfall in der Indianapolis-Kurve. An exakt derselben Stelle hatte im dritten freien Training der Amateur-Rennfahrer Philippe Cimadomo einen identen Unfall, der zu einer Rennsperre führte.
Mit Josh Pierson, der am Renntag 16 Jahre und 117 Tage alt war, debütierte der jüngste Fahrer in der Geschichte des 24-Stunden-Rennens von Le Mans.

### LMGTE-Pro
Zum letzten Mal in der Geschichte dieses Rennens gingen Rennfahrzeuge der GTE-Klasse mit rein professionellen Fahrerbesatzungen an den Start. Die schnellsten Fahrzeuge waren die beiden Chevrolet Corvette C8.R, die aber nicht ins Ziel kamen. Beim Wagen mit der Nummer 63 waren die Folgeschäden nach einem Reifenplatzer so groß, dass der Wagen aus dem Rennen genommen werden musste. Drastischer war der Ausfall des in Führung liegenden Wagens mit der Startnummer 64. Beim Überrunden kollidierte François Perrodo im AF Corse-Oreca 07 auf der Ligne Droite des Hunaudières mit dem neben ihm fahrenden Chevrolet, der zu diesem Zeitpunkt von Alexander Sims gesteuert wurde. Der Chevrolet prallte bei hoher Geschwindigkeit links in die Leitplanke und musste mit irreparablen Schäden abgestellt werden. Perrodo nahm die Schuld auf sich und entschuldigte sich in der Chevrolet-Box für sein Versehen.
Die Rennklasse gewannen Gianmaria Bruni, Richard Lietz und Frédéric Makowiecki im Porsche 911 RSR-19. Während Makowiecki zum ersten Mal in Le Mans gewann, war es für Bruni und Lietz bereits der jeweils vierte Klassensieg.

### LMGTE-Am
2019 wurde Ben Keating am Sieger der LMGT-Am-Klasse nachträglich disqualifiziert, da der Treibstofftank des eingesetzten Ford GT ein zu großes Fassungsvermögen hatte. 2022 holte er diesen Erfolg nach und gewann die Rennklasse gemeinsam mit Henrique Chaves und Marco Sørensen im Aston Martin Vantage AMR.

## Einladungen
Wie in den Jahren davor veröffentlichte der Automobile Club de l’Ouest im Herbst des Vorjahres die Einladungsliste für das 24-Stunden-Rennen. Wie erwartet, fanden sich auf der Liste der Gesamt- und die Klassensieger des Rennens aus dem Vorjahr. Dazu kamen die Meisterschaftsgewinner und Zweitplatzierten der European Le Mans- und Asian Le Mans Series sowie des Michelin Le Mans Cup. Zusätzliche Einladungen erhielten zwei Meisterteams (LMP2 und LMGTE-Am) der IMSA WeatherTech SportsCar Championship.
Die ursprünglich für den 28. Februar 2022 ankündigte Bekanntgabe der Startliste wurde vom ACO an diesem Tag auf unbestimmte Zeit verschoben. Am 7. März gab der ACO dann bekannt, dass sich wegen des russischen Überfalls auf die Ukraine die Veröffentlichung weiter verzögert. Außerdem schaffte man für drei Tage die Möglichkeit der Nachnennung. Die Frist endete am 9. März 2022 um 15 Uhr. Bereits davor hatte das G-Drive-Racing-Team und dessen Miteigentümer Roman Alexandrowitsch Russinow ihren Rückzug aus der FIA-Langstrecken-Weltmeisterschaft und der European Le Mans Series bekanntgegeben, da man sich den von der FIA auferlegten Sanktionen gegen russische Rennteams und Fahrer nicht unterwerfen wollte.

### Startliste
| Startliste | Startliste                | Startliste               | Startliste | Startliste               | Startliste             | Startliste           |
| Nr.        | Team                      | Fahrzeug                 | Reifen     | Fahrer                   | Fahrer                 | Fahrer               |
| ---------- | ------------------------- | ------------------------ | ---------- | ------------------------ | ---------------------- | -------------------- |
| LMH        |                           |                          |            |                          |                        |                      |
| 7          | Toyota Gazoo Racing       | Toyota GR010 Hybrid      | M          | Mike Conway              | Kamui Kobayashi        | José María López     |
| 8          | Toyota Gazoo Racing       | Toyota GR010 Hybrid      | M          | Sébastien Buemi          | Brendon Hartley        | Ryō Hirakawa         |
| 36         | Alpine Elf Matmut         | Alpine A480              | M          | André Negrão             | Nicolas Lapierre       | Matthieu Vaxivière   |
| 708        | Glickenhaus Racing        | Glickenhaus SCG 007 LMH  | M          | Olivier Pla              | Romain Dumas           | Luís Felipe Derani   |
| 709        | Glickenhaus Racing        | Glickenhaus SCG 007 LMH  | M          | Ryan Briscoe             | Richard Westbrook      | Franck Mailleux      |
| LMP2       |                           |                          |            |                          |                        |                      |
| 1          | Richard Mille Racing Team | Oreca 07                 | G          | Lilou Wadoux             | Sébastien Ogier        | Charles Milesi       |
| 3          | DKR Engineering           | Oreca 07                 | G          | Jean Glorieux            | Laurents Hörr          | Alexandre Cougnaud   |
| 5          | Team Penske               | Oreca 07                 | G          | Dane Cameron             | Emmanuel Collard       | Felipe Nasr          |
| 9          | Prema Orlen Team          | Oreca 07                 | G          | Robert Kubica            | Louis Delétraz         | Lorenzo Colombo      |
| 10         | Vector Sport              | Oreca 07                 | G          | Nico Müller              | Ryan Cullen            | Sébastien Bourdais   |
| 13         | TDS Racing x Vaillante    | Oreca 07                 | G          | Nyck de Vries            | Mathias Beche          | Tijmen van der Helm  |
| 22         | United Autosports USA     | Oreca 07                 | G          | Philip Hanson            | Filipe Albuquerque     | Will Owen            |
| 23         | United Autosports USA     | Oreca 07                 | G          | Alex Lynn                | Oliver Jarvis          | Josh Pierson         |
| 24         | Nielsen Racing            | Oreca 07                 | G          | Rodrigo Sales            | Matthew Bell           | Ben Hanley           |
| 27         | CD Sport                  | Ligier JS P217           | G          | Christophe Cresp         | Michael Jensen         | Steven Palette       |
| 28         | Jota                      | Oreca 07                 | G          | Oliver Rasmussen         | Ed Jones               | Jonathan Aberdein    |
| 30         | Duqueine Team             | Oreca 07                 | G          | Richard Bradley          | Memo Rojas             | Reshad de Gerus      |
| 31         | WRT Team                  | Oreca 07                 | G          | Sean Gelael              | Robin Frijns           | René Rast            |
| 32         | WRT Team                  | Oreca 07                 | G          | Rolf Ineichen            | Mirko Bortolotti       | Dries Vanthoor       |
| 34         | Inter Europol Competition | Oreca 07                 | G          | Jakub Śmiechowski        | Alex Brundle           | Esteban Gutiérrez    |
| 35         | Ultimate                  | Oreca 07                 | G          | Jean-Baptiste Lahaye     | Matthieu Lahaye        | François Hériau      |
| 37         | Cool Racing               | Oreca 07                 | G          | Ye Yifei                 | Ricky Taylor           | Niklas Krütten       |
| 38         | Jota                      | Oreca 07                 | G          | Roberto González         | António Félix da Costa | Will Stevens         |
| 39         | Graff Racing              | Oreca 07                 | G          | Éric Trouillet           | Sébastien Page         | David Droux          |
| 41         | RealTeam by WRT           | Oreca 07                 | G          | Rui Andrade              | Ferdinand Habsburg     | Norman Nato          |
| 43         | Inter Europol Competition | Oreca 07                 | G          | David Heinemeier Hansson | Fabio Scherer          | Pietro Fittipaldi    |
| 44         | ARC Bratislava            | Oreca 07                 | G          | Miroslav Konôpka         | Bent Viscaal           | Tristan Vautier      |
| 45         | Algarve Pro Racing        | Oreca 07                 | G          | James Allen              | René Binder            | Steven Thomas        |
| 47         | Algarve Pro Racing        | Oreca 07                 | G          | John Falb                | Sophia Flörsch         | Jack Aitken          |
| 48         | IDEC Sport                | Oreca 07                 | G          | Paul Lafargue            | Paul-Loup Chatin       | Patrick Pilet        |
| 65         | Panis Racing              | Oreca 07                 | G          | Julien Canal             | Nicolas Jamin          | Job van Uitert       |
| 83         | AF Corse                  | Oreca 07                 | G          | François Perrodo         | Nicklas Nielsen        | Alessio Rovera       |
| LMGTE-Pro  |                           |                          |            |                          |                        |                      |
| 51         | AF Corse                  | Ferrari 488 GTE Evo      | M          | Alessandro Pier Guidi    | James Calado           | Daniel Serra         |
| 52         | AF Corse                  | Ferrari 488 GTE Evo      | M          | Miguel Molina            | Antonio Fuoco          | Davide Rigon         |
| 63         | Corvette Racing           | Chevrolet Corvette C8.R  | M          | Antonio García           | Jordan Taylor          | Nicky Catsburg       |
| 64         | Corvette Racing           | Chevrolet Corvette C8.R  | M          | Tommy Milner             | Nick Tandy             | Alexander Sims       |
| 74         | Riley Motorsports         | Ferrari 488 GTE Evo      | M          | Felipe Fraga             | Sam Bird               | Shane van Gisbergen  |
| 91         | Porsche GT Team           | Porsche 911 RSR-19       | M          | Gianmaria Bruni          | Richard Lietz          | Frédéric Makowiecki  |
| 92         | Porsche GT Team           | Porsche 911 RSR-19       | M          | Michael Christensen      | Kévin Estre            | Laurens Vanthoor     |
| LMGTE-Am   |                           |                          |            |                          |                        |                      |
| 21         | AF Corse                  | Ferrari 488 GTE Evo      | M          | Simon Mann               | Christoph Ulrich       | Toni Vilander        |
| 33         | TF Sport                  | Aston Martin Vantage AMR | M          | Ben Keating              | Henrique Chaves        | Marco Sørensen       |
| 46         | Team Project 1            | Porsche 911 RSR-19       | M          | Matteo Cairoli           | Mikkel Pedersen        | Nicolas Leutwiler    |
| 54         | AF Corse                  | Ferrari 488 GTE Evo      | M          | Thomas Flohr             | Francesco Castellacci  | Nick Cassidy         |
| 55         | Spirit of Race            | Ferrari 488 GTE Evo      | M          | Duncan Cameron           | Matt Griffin           | David Perel          |
| 56         | Team Project 1            | Porsche 911 RSR-19       | M          | Brendan Iribe            | Ollie Millroy          | Ben Barnicoat        |
| 57         | Kessel Racing             | Ferrari 488 GTE Evo      | M          | Takeshi Kimura           | Frederik Schandorff    | Mikkel Jensen        |
| 59         | Inception Racing          | Ferrari 488 GTE Evo      | M          | Alexander West           | Marvin Klein           | Côme Ledogar         |
| 60         | Iron Lynx                 | Ferrari 488 GTE Evo      | M          | Claudio Schiavoni        | Alessandro Balzan      | Raffaele Giammaria   |
| 61         | AF Corse                  | Ferrari 488 GTE Evo      | M          | Louis Prette             | Vincent Abril          | Conrad Grunewald     |
| 66         | JMW Motorsport            | Ferrari 488 GTE Evo      | M          | Jason Hart               | Mark Kvamme            | Renger van der Zande |
| 71         | Spirit of Race            | Ferrari 488 GTE Evo      | M          | Franck Dezoteux          | Pierre Ragues          | Gabriel Aubry        |
| 75         | Iron Lynx                 | Ferrari 488 GTE Evo      | M          | Pierre Ehret             | Christian Hook         | Nicolás Varrone      |
| 77         | Dempsey-Proton Racing     | Porsche 911 RSR-19       | M          | Christian Ried           | Sebastian Priaulx      | Harry Tincknell      |
| 79         | WeatherTech Racing        | Porsche 911 RSR-19       | M          | Cooper MacNeil           | Julien Andlauer        | Thomas Merrill       |
| 80         | Iron Lynx                 | Ferrari 488 GTE Evo      | M          | Matteo Cressoni          | Giancarlo Fisichella   | Richard Heistand     |
| 85         | Iron Dames                | Ferrari 488 GTE Evo      | M          | Rahel Frey               | Michelle Gatting       | Sarah Bovy           |
| 86         | GR Racing                 | Porsche 911 RSR-19       | M          | Mike Wainwright          | Riccardo Pera          | Ben Barker           |
| 88         | Dempsey-Proton Racing     | Porsche 911 RSR-19       | M          | Fred Poordad             | Maxwell Root           | Jan Heylen           |
| 93         | Proton Competition        | Porsche 911 RSR-19       | M          | Michael Fassbender       | Matt Campbell          | Zacharie Robichon    |
| 98         | Northwest AMR             | Aston Martin Vantage AMR | M          | Paul Dalla Lana          | Nicki Thiim            | David Pittard        |
| 99         | Hardpoint Motorsport      | Porsche 911 RSR-19       | M          | Rob Ferriol              | Katherine Legge        | Adrien de Leener     |
| 99         | Absolute Racing           | Porsche 911 RSR-19       | M          | Andrew Haryanto          | Alessio Picariello     | Martin Rump          |
| 777        | D'station Racing          | Aston Martin Vantage AMR | M          | Satoshi Hoshino          | Tomonobu Fujii         | Charlie Fagg         |

### Reservefahrzeuge
Wie in den Jahren davor veröffentlichte der ACO zeitgleich mit der ersten vorläufigen Startliste auch eine Liste der Reservefahrzeuge. In der Liste von eins bis sechs nominiert, rücken die Fahrzeuge in dieser Reihenfolge für Ausfälle in der ursprünglichen Startliste nach.
| Klasse   | Nr. | Team                  | Fahrzeug                 | Nominierter Fahrer | Nominierter Fahrer  | Nominierter Fahrer |
| -------- | --- | --------------------- | ------------------------ | ------------------ | ------------------- | ------------------ |
| LMP2     | 49  | High Class Racing     | Oreca 07                 | Kevin Magnussen    | Jan Magnussen       | Mark Patterson     |
| LMGTE-Am | 488 | Rinaldi Racing        | Ferrari 488 GTE Evo      | Pierre Ehret       |                     |                    |
| LMP2     | 29  | Racing Team Nederland | Oreca 07                 | Frits van Eerd     | Giedo van der Garde | Nyck de Vries      |
| LMGTE-Am | 18  | Absolute Racing       | Porsche 911 RSR-19       | Andrew Haryanto    |                     |                    |
| LMGTE-Am | 95  | TF Sport              | Aston Martin Vantage AMR | John Hartshorne    |                     |                    |
| LMP2     | 20  | High Class Racing     | Oreca 07                 | Dennis Andersen    | Anders Fjordbach    |                    |

### Änderungen in der Startliste
- Thomas Merrill ersetzte Gianluca Giraudi im Porsche 911 RSR-19 mit der Startnummer 79
- Maxwell Root ersetzte Patrick Lindsey im Porsche 911 RSR-19 mit der Startnummer 88
- Nyck de Vries ersetzte Philippe Cimadomo im Oreca 07 mit der Startnummer 13

## Ergebnisse

### Piloten nach Nationen
| 33 Franzosen   | 23 Briten      | 21 US-Amerikaner | 17 Italiener | 12 Schweizer  |
| 11 Dänen       | 7 Deutsche     | 7 Niederländer   | 6 Belgier    | 6 Brasilianer |
| 5 Japaner      | 4 Portugiesen  | 3 Australier     | 3 Iren       | 3 Mexikaner   |
| 3 Neuseeländer | 3 Österreicher | 2 Argentinier    | 2 Indonesier | 2 Kanadier    |
| 2 Polen        | 2 Spanier      | 2 Südafrikaner   | 1 Chinese    | 1 Este        |
| 1 Finne        | 1 Schwede      | 1 Slovake        | 1 Emirati    |               |

### Schlussklassement
| Pos.            | Klasse    | Nr. | Team                      | Fahrer                                                   | Chassis                  | Motor                                      | Reifen | Runden |
| --------------- | --------- | --- | ------------------------- | -------------------------------------------------------- | ------------------------ | ------------------------------------------ | ------ | ------ |
| 1               | LMH       | 8   | Toyota Gazoo Racing       | Sébastien Buemi Brendon Hartley Ryō Hirakawa             | Toyota GR010 Hybrid      | Toyota THS-R 3.5L V6 à 90° Bi-Turbo Hybrid | M      | 380    |
| 2               | LMH       | 7   | Toyota Gazoo Racing       | Mike Conway Kamui Kobayashi José María López             | Toyota GR010 Hybrid      | Toyota THS-R 3.5L V6 à 90° Bi-Turbo Hybrid | M      | 380    |
| 3               | LMH       | 709 | Glickenhaus Racing        | Ryan Briscoe Richard Westbrook Franck Mailleux           | Glickenhaus SCG 007 LMH  | Pipo Moteurs 3.5L V8 Bi-Turbo              | M      | 375    |
| 4               | LMH       | 708 | Glickenhaus Racing        | Olivier Pla Romain Dumas Luís Felipe Derani              | Glickenhaus SCG 007 LMH  | Pipo Moteurs 3.5L V8 Bi-Turbo              | M      | 370    |
| 5               | LMP2      | 38  | Jota                      | Roberto González António Félix da Costa Will Stevens     | Oreca 07                 | Gibson GK428 4.2L V8 à 90°                 | G      | 369    |
| 6               | LMP2      | 9   | Prema Orlen Team          | Robert Kubica Louis Delétraz Lorenzo Colombo             | Oreca 07                 | Gibson GK428 4.2L V8 à 90°                 | G      | 369    |
| 7               | LMP2      | 28  | Jota                      | Oliver Rasmussen Ed Jones Jonathan Aberdein              | Oreca 07                 | Gibson GK428 4.2L V8 à 90°                 | G      | 368    |
| 8               | LMP2      | 13  | TDS Racing x Vaillante    | Nyck de Vries Mathias Beche Tijmen van der Helm          | Oreca 07                 | Gibson GK428 4.2L V8 à 90°                 | G      | 368    |
| 9               | LMP2      | 5   | Team Penske               | Dane Cameron Emmanuel Collard Felipe Nasr                | Oreca 07                 | Gibson GK428 4.2L V8 à 90°                 | G      | 368    |
| 10              | LMP2      | 23  | United Autosports USA     | Alex Lynn Oliver Jarvis Josh Pierson                     | Oreca 07                 | Gibson GK428 4.2L V8 à 90°                 | G      | 368    |
| 11              | LMP2      | 37  | Cool Racing               | Ye Yifei Ricky Taylor Niklas Krütten                     | Oreca 07                 | Gibson GK428 4.2L V8 à 90°                 | G      | 367    |
| 12              | LMP2      | 48  | IDEC Sport                | Paul Lafargue Paul-Loup Chatin Patrick Pilet             | Oreca 07                 | Gibson GK428 4.2L V8 à 90°                 | G      | 366    |
| 13              | LMP2      | 1   | Richard Mille Racing Team | Lilou Wadoux Sébastien Ogier Charles Milesi              | Oreca 07                 | Gibson GK428 4.2L V8 à 90°                 | G      | 366    |
| 14              | LMP2      | 22  | United Autosports USA     | Philip Hanson Filipe Albuquerque Will Owen               | Oreca 07                 | Gibson GK428 4.2L V8 à 90°                 | G      | 366    |
| 15              | LMP2      | 22  | WRT Team                  | Rolf Ineichen Mirko Bortolotti Dries Vanthoor            | Oreca 07                 | Gibson GK428 4.2L V8 à 90°                 | G      | 366    |
| 16              | LMP2      | 65  | Panis Racing              | Julien Canal Nicolas Jamin Job van Uitert                | Oreca 07                 | Gibson GK428 4.2L V8 à 90°                 | G      | 366    |
| 17              | LMP2      | 34  | Inter Europol Competition | Jakub Śmiechowski Alex Brundle Esteban Gutiérrez         | Oreca 07                 | Gibson GK428 4.2L V8 à 90°                 | G      | 365    |
| 18              | LMP2      | 43  | Inter Europol Competition | David Heinemeier Hansson Fabio Scherer Pietro Fittipaldi | Oreca 07                 | Gibson GK428 4.2L V8 à 90°                 | G      | 364    |
| 19              | LMP2      | 45  | Algarve Pro Racing        | James Allen René Binder Steven Thomas                    | Oreca 07                 | Gibson GK428 4.2L V8 à 90°                 | G      | 363    |
| 20              | LMP2      | 24  | Nielsen Racing            | Rodrigo Sales Matthew Bell Ben Hanley                    | Oreca 07                 | Gibson GK428 4.2L V8 à 90°                 | G      | 362    |
| 21              | LMP2      | 41  | RealTeam by WRT           | Rui Andrade Ferdinand Habsburg Norman Nato               | Oreca 07                 | Gibson GK428 4.2L V8 à 90°                 | G      | 362    |
| 22              | LMP2      | 3   | DKR Engineering           | Jean Glorieux Laurents Hörr Alexandre Cougnaud           | Oreca 07                 | Gibson GK428 4.2L V8 à 90°                 | G      | 362    |
| 23              | LMH       | 36  | Alpine Elf Matmut         | André Negrão Nicolas Lapierre Matthieu Vaxivière         | Alpine A480              | Gibson GL458 4.5L V8 à 90°                 | M      | 362    |
| 24              | LMP2      | 83  | AF Corse                  | François Perrodo Nicklas Nielsen Alessio Rovera          | Oreca 07                 | Gibson GK428 4.2L V8 à 90°                 | G      | 361    |
| 25              | LMP2      | 47  | Algarve Pro Racing        | John Falb Sophia Flörsch Jack Aitken                     | Oreca 07                 | Gibson GK428 4.2L V8 à 90°                 | G      | 361    |
| 26              | LMP2      | 44  | ARC Bratislava            | Miroslav Konôpka Bent Viscaal Tristan Vautier            | Oreca 07                 | Gibson GK428 4.2L V8 à 90°                 | G      | 360    |
| 27              | LMP2      | 10  | Vector Sport              | Nico Müller Ryan Cullen Sébastien Bourdais               | Oreca 07                 | Gibson GK428 4.2L V8 à 90°                 | G      | 357    |
| 28              | LMGTE-Pro | 91  | Porsche GT Team           | Gianmaria Bruni Richard Lietz Frédéric Makowiecki        | Porsche 911 RSR-19       | Porsche 4.2L Flat-6                        | M      | 350    |
| 29              | LMGTE-Pro | 51  | AF Corse                  | Alessandro Pier Guidi James Calado Daniel Serra          | Ferrari 488 GTE Evo      | Ferrari F154CB 4.0L V8 à 90° Bi-Turbo      | M      | 350    |
| 30              | LMGTE-Pro | 51  | AF Corse                  | Miguel Molina Antonio Fuoco Davide Rigon                 | Ferrari 488 GTE Evo      | Ferrari F154CB 4.0L V8 à 90° Bi-Turbo      | M      | 349    |
| 31              | LMGTE-Pro | 92  | Porsche GT Team           | Michael Christensen Kévin Estre Laurens Vanthoor         | Porsche 911 RSR-19       | Porsche 4.2L Flat-6                        | M      | 348    |
| 32              | LMGTE-Pro | 74  | Riley Motorsports         | Felipe Fraga Sam Bird Shane van Gisbergen                | Ferrari 488 GTE Evo      | Ferrari F154CB 4.0L V8 à 90° Bi-Turbo      | M      | 347    |
| 33              | LMP2      | 39  | Graff Racing              | Éric Trouillet Sébastien Page David Droux                | Oreca 07                 | Gibson GK428 4.2L V8 à 90°                 | G      | 344    |
| 34              | LMGTE-Am  | 33  | TF Sport                  | Ben Keating Henrique Chaves Marco Sørensen               | Aston Martin Vantage AMR | Aston Martin AMG 4.0L V8 à 90° Bi-Turbo    | M      | 343    |
| 35              | LMGTE-Am  | 79  | WeatherTech Racing        | Cooper MacNeil Julien Andlauer Thomas Merrill            | Porsche 911 RSR-19       | Porsche 4.0L Flat-6                        | M      | 343    |
| 36              | LMGTE-Am  | 98  | Northwest AMR             | Paul Dalla Lana Nicki Thiim David Pittard                | Aston Martin Vantage AMR | Aston Martin AMG 4.0L V8 à 90° Bi-Turbo    | M      | 342    |
| 37              | LMGTE-Am  | 86  | GR Racing                 | Mike Wainwright Riccardo Pera Ben Barker                 | Porsche 911 RSR-19       | Porsche 4.0L Flat-6                        | M      | 340    |
| 38              | LMGTE-Am  | 88  | Dempsey-Proton Racing     | Fred Poordad Maxwell Root Jan Heylen                     | Porsche 911 RSR-19       | Porsche 4.0L Flat-6                        | M      | 340    |
| 39              | LMGTE-Am  | 54  | AF Corse                  | Thomas Flohr Francesco Castellacci Nick Cassidy          | Ferrari 488 GTE Evo      | Ferrari F154CB 4.0L V8 à 90° Bi-Turbo      | M      | 340    |
| 40              | LMGTE-Am  | 85  | Iron Dames                | Rahel Frey Michelle Gatting Sarah Bovy                   | Ferrari 488 GTE Evo      | Ferrari F154CB 4.0L V8 à 90° Bi-Turbo      | M      | 339    |
| 41              | LMGTE-Am  | 21  | AF Corse                  | Simon Mann Christoph Ulrich Toni Vilander                | Ferrari 488 GTE Evo      | Ferrari F154CB 4.0L V8 à 90° Bi-Turbo      | M      | 339    |
| 42              | LMGTE-Am  | 61  | AF Corse                  | Louis Prette Vincent Abril Conrad Grunewald              | Ferrari 488 GTE Evo      | Ferrari F154CB 4.0L V8 à 90° Bi-Turbo      | M      | 339    |
| 43              | LMGTE-Am  | 55  | Spirit of Race            | Duncan Cameron Matt Griffin David Perel                  | Ferrari 488 GTE Evo      | Ferrari F154CB 4.0L V8 à 90° Bi-Turbo      | M      | 339    |
| 44              | LMGTE-Am  | 99  | Absolute Racing           | Andrew Haryanto Alessio Picariello Martin Rump           | Porsche 911 RSR-19       | Porsche 4.0L Flat-6                        | M      | 338    |
| 45              | LMGTE-Am  | 57  | Kessel Racing             | Takeshi Kimura Frederik Schandorff Mikkel Jensen         | Ferrari 488 GTE Evo      | Ferrari F154CB 4.0L V8 à 90° Bi-Turbo      | M      | 336    |
| 46              | LMGTE-Am  | 80  | Iron Lynx                 | Matteo Cressoni Giancarlo Fisichella Richard Heistand    | Ferrari 488 GTE Evo      | Ferrari F154CB 4.0L V8 à 90° Bi-Turbo      | M      | 336    |
| 47              | LMGTE-Am  | 77  | Dempsey-Proton Racing     | Christian Ried Sebastian Priaulx Harry Tincknell         | Porsche 911 RSR-19       | Porsche 4.0L Flat-6                        | M      | 336    |
| 48              | LMP2      | 35  | Ultimate                  | Jean-Baptiste Lahaye Matthieu Lahaye François Hériau     | Oreca 07                 | Gibson GK428 4.2L V8 à 90°                 | G      | 335    |
| 49              | LMP2      | 27  | CD Sport                  | Christophe Cresp Michael Jensen Steven Palette           | Ligier JS P217           | Gibson GK428 4.2L V8 à 90°                 | G      | 333    |
| 50              | LMGTE-Am  | 66  | JMW Motorsport            | Jason Hart Mark Kvamme Renger van der Zande              | Ferrari 488 GTE Evo      | Ferrari F154CB 4.0L V8 à 90° Bi-Turbo      | M      | 331    |
| 51              | LMGTE-Am  | 93  | Proton Competition        | Michael Fassbender Matt Campbell Zacharie Robichon       | Porsche 911 RSR-19       | Porsche 4.0L Flat-6                        | M      | 329    |
| 52              | LMP2      | 30  | Duqueine Team             | Richard Bradley Memo Rojas Reshad de Gerus               | Oreca 07                 | Gibson GK428 4.2L V8 à 90°                 | G      | 326    |
| 53              | LMGTE-Am  | 75  | Iron Lynx                 | Pierre Ehret Christian Hook Nicolás Varrone              | Ferrari 488 GTE Evo      | Ferrari F154CB 4.0L V8 à 90° Bi-Turbo      | M      | 324    |
| Nicht klassiert |           |     |                           |                                                          |                          |                                            |        |        |
| 54              | LMGTE-Am  | 60  | Iron Lynx                 | Claudio Schiavoni Alessandro Balzan Raffaele Giammaria   | Ferrari 488 GTE Evo      | Ferrari F154CB 4.0L V8 à 90° Bi-Turbo      | M      | 289    |
| Ausgefallen     |           |     |                           |                                                          |                          |                                            |        |        |
| 55              | LMP2      | 31  | WRT Team                  | Sean Gelael Robin Frijns René Rast                       | Oreca 07                 | Gibson GK428 4.2L V8 à 90°                 | G      | 285    |
| 56              | LMGTE-Pro | 64  | Corvette Racing           | Tommy Milner Nick Tandy Alexander Sims                   | Chevrolet Corvette C8.R  | Chevrolet LS5.5-R 5.5L V8 à 90°            | M      | 260    |
| 57              | LMGTE-Am  | 56  | Team Project 1            | Brendan Iribe Ollie Millroy Ben Barnicoat                | Porsche 911 RSR-19       | Porsche 4.0L Flat-6                        | M      | 241    |
| 58              | LMGTE-Pro | 63  | Corvette Racing           | Antonio García Jordan Taylor Nicky Catsburg              | Chevrolet Corvette C8.R  | Chevrolet LS5.5-R 5.5L V8 à 90°            | M      | 214    |
| 59              | LMGTE-Am  | 59  | Inception Racing          | Alexander West Marvin Klein Côme Ledogar                 | Ferrari 488 GTE Evo      | Ferrari F154CB 4.0L V8 à 90° Bi-Turbo      | M      | 190    |
| 60              | LMGTE-Am  | 71  | Spirit of Race            | Franck Dezoteux Pierre Ragues Gabriel Aubry              | Ferrari 488 GTE Evo      | Ferrari F154CB 4.0L V8 à 90° Bi-Turbo      | M      | 127    |
| 61              | LMGTE-Am  | 777 | D'station Racing          | Satoshi Hoshino Tomonobu Fujii Charlie Fagg              | Aston Martin Vantage AMR | Aston Martin AMG 4.0L V8 à 90° Bi-Turbo    | M      | 112    |
| 62              | LMGTE-Am  | 46  | Team Project 1            | Matteo Cairoli Mikkel Pedersen Nicolas Leutwiler         | Porsche 911 RSR-19       | Porsche 4.0L Flat-6                        | M      | 77     |

### Nur in der Meldeliste
Weitere gemeldete Teams, Fahrzeuge und Fahrer finden sich in der Start- und Reserveliste.

### Klassensieger
| Klasse    | Fahrer           | Fahrer                 | Fahrer              | Fahrzeug                 | Platzierung im Gesamtklassement |
| --------- | ---------------- | ---------------------- | ------------------- | ------------------------ | ------------------------------- |
| LMH       | Sébastien Buemi  | Brendon Hartley        | Ryō Hirakawa        | Toyota GR010 Hybrid      | Gesamtsieg                      |
| LMP2      | Roberto González | António Félix da Costa | Will Stevens        | Oreca 07                 | Rang 5                          |
| LMGTE-Pro | Gianmaria Bruni  | Richard Lietz          | Frédéric Makowiecki | Porsche 911 RSR-19       | Rang 28                         |
| LMGTE-Am  | Ben Keating      | Henrique Chaves        | Marco Sørensen      | Aston Martin Vantage AMR | Rang 34                         |

### Renndaten
- Gemeldet: 68
- Gestartet: 62
- Gewertet: 53
- Rennklassen: 4
- Zuschauer: 200.000
- Ehrenstarter des Rennens: Patrick Pouyanné, Vorstandsvorsitzender von TotalEnergies
- Wetter am Rennwochenende: warm und trocken
- Streckenlänge: 13,626 km
- Fahrzeit des Siegerteams: 24:02:07,996 Stunden
- Runden des Siegerteams: 380
- Distanz des Siegerteams: 5177,880 km
- Siegerschnitt: 235,900 km/h
- Pole Position: Brendon Hartley – Toyota GR010 Hybrid (#8) – 3:24,408 = 240,031 km/h
- Schnellste Rennrunde: José María López – Toyota GR010 Hybrid (#7) – 3:27,749 = 236,171 km/h
- Rennserie: 3. Lauf zur FIA-Langstrecken-Weltmeisterschaft 2022